# アンソニー・ジャクソン

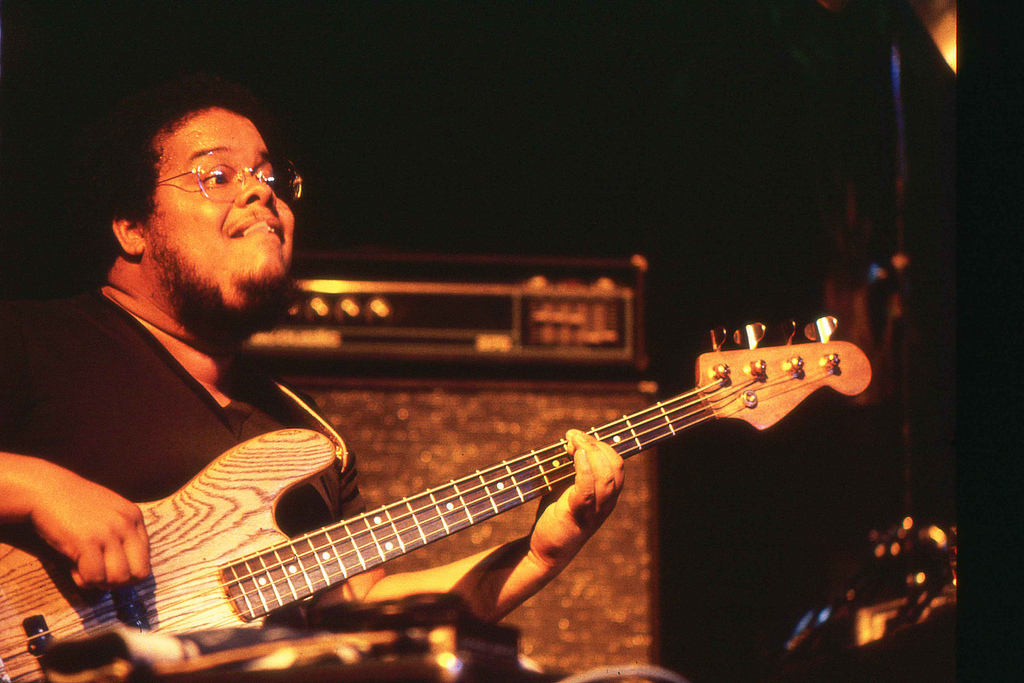
アル・ディ・メオラとオランダをツアーするジャクソン（1978年）

アンソニー・ジャクソン（Anthony Jackson、1952年6月23日 - ）は、アメリカニューヨーク州ニューヨーク市出身のエレクトリックベース奏者で、特に6弦ベース（コントラバス・ギター）奏者として知られている。
30年以上の活動経歴を持ち、ファースト・コール・ミュージシャンとして知られている。

## バイオグラフィ
モータウンのハウス・エレクトリックベーシスト、ジェームス・ジェマーソンの影響で、ベースを演奏するようになる。1964年から1965年にかけてギターをジェリー・フィッシャーに、1969年にローレンス・ラリー・ルーシーから、1973年にはパット・マルティーノから理論を学ぶ。
1970年代半ばにリー・リトナー&ジェントル・ソウツ、アル・ディ・メオラのレコーディングに参加して話題となり、以後、様々なジャンルのミュージシャンとレコーディングやセッションをしている。日本人ミュージシャンとは、深町純、日野皓正のアルバムでピック弾きによる印象的な演奏を残し、2000年代には矢野顕子の公演で定期的に来日して共演している。2010年代には上原ひろみと共演。その他、渡辺貞夫、本田竹広、渡辺香津美、今田勝、福村博、小比類巻かほる、松本英彦、川崎燎など。
2010年にはアルバム『Interspirit』（Abstract Logix）を、ギリシャ人のベーシスト、ヨルゴス・ファカナスと共作し、リリースした。

## ディスコグラフィ

### 共同リーダー・アルバム
- 『イージー・ピーセス』 - Easy Pieces (1988年、A&M) ※イージー・ピーセス名義 (with スティーヴ・フェローン、レネ・ゲイヤー、ヘイミッシュ・スチュアート)
- 『ライヴ・アット・ブルーノート東京』 - Trio in Tokyo (1999年、Dreyfus) ※with ミシェル・ペトルチアーニ、スティーヴ・ガッド
- Interspirit (2010年、Abstract Logix) ※with ヨルゴス・ファカナス